# Калица Берберова
Калица Димитрова (Димова) Берберова е българска общественичка и революционерка, деятелка на Вътрешната македоно-одринска революционна организация.

## Биография
Калица Берберова е родена в Малко Търново, тогава в Османската империя, в родолюбиво семейство. Брат ѝ Иван Берберов също взима дейно участие в националноосвободителните борби на българите. Влиза във ВМОРО и е куриер на организацията. Взима дейно участие в подготовката и самото Илинденско-Преображенско въстание като куриер на ВМОРО. По време на балканската война Калица заминава доброволно на фронта като милосърдна сестра. Получава орден „За храброст“ най-вече за грижите, които полага за болните от холера на фронта. След като се завръща от фронта заминава за Бургас.